# Asaf Abdrajmánov
Asaf Kutdúsovich Abdrajmánov (Ruso: Аса́ф Кутду́сович Абдрахма́нов Idioma tártaro: Asaf Qotdus uğlı Ğabderaxmanov; 20 de diciembre de 1918, Agriz, Tartaristán - 12 de septiembre de 2000, Sebastopol) fue un militar y marino soviético de origen tártaro que fue premiado como Héroe de la Unión Soviética el 22 de enero de 1944 y una Estrella de Oro por su coraje y heroísmo en la lucha contra la invasión nazi. 

## Vida
Abdrajmánov nació el 20 de diciembre de 1918 en Agriz, que se encuentra ahora en Tartaristán. Creció en ese pueblo y después se graduó de la escuela secundaria y la Escuela Técnica de Aviación en Kazán, donde Abdrajmánov trabajó como técnico en una fábrica de aviones.
Abdrajmánov se unió a la Armada Soviética en 1939 y en 1942 se graduó en la Escuela Superior Naval. Después de terminar la formación, el teniente Abdrajmánov se unió a la Flota del Mar Negro y sirvió a bordo de barcos de motor. Estuvo a cargo de un destacamento de tres barcos con torpederos cuando arribaron a Mariúpol una noche.
En noviembre de 1943, durante la Operación de Kerch-Eltigen, las tropas de Abdrajmánov desembarcaron sobre el lado de Crimea del estrecho de Kerch con el fin de entregar municiones y más tropas. El 22 de enero de 1944 fue galardonado con el título de Héroe de la Unión Soviética y una Estrella de Oro por su valentía y heroísmo en la lucha contra los invasores nazis.
De 1963 a 1968 fue comandante del buque motorizado Suchan, que fue renombrado posteriormente como Spassk, como resultado del Conflicto de la frontera chino-soviética. Se retiró en 1973 y vivió en Sebastopol hasta su muerte el 3 de septiembre del 2000, su cuerpo descansa en el cementerio de Kal'fa de dicha ciudad. En su casa natal existe una placa en su honor.